# Nyctemera leuconoe
Nyctemera leuconoe är en fjärilsart som beskrevs av Carl Heinrich Hopffer 1857. Nyctemera leuconoe ingår i släktet Nyctemera och familjen björnspinnare. Inga underarter finns listade i Catalogue of Life.